# آلیسونز هیلو
آلیسونز هیلو (به انگلیسی: Alison's Halo) گروهٔ موسیقی مستقر در تمپی، آریزونا می‌باشد. آوا و صدای این گروه با آوازهای رؤیایی و گیتارهای بلند و فضایی شناسایی می‌شود و اغلب سبک‌های شوگیز و دریم پاپ را در بر می‌گیرد.